# Łazy
Łazy (udtale: [ˈwazɨ]  ( hør)  er en by i den østlige  del af  voivodskabet Schlesien i  det sydlige Polen. Byen   har 6.591(2021) indbyggere og et areal på 8,75 km², og er en del af  powiatet Zawiercie.

## Historie
I middelalderen var der fem bosættelser i området af nutidens Łazy: Grabowa, Niegowonice, Wiesiolka, Wysoka og Ciagowice. En anden landsby, som i dag ligger i området, Chruszczobrod, tilhørte Hertugdømmet Siewierz, som blev indlemmet i den polsk-litauiske realunion i 1790. I år 1386 tildelte kong Vladislav Jagello  landsbyerne Niegowonice, Wiesiolka, Wysoka, Grabowa og Rokitno Szlacheckie til Wlodek af Charbinowice, starosta af Lublin og mundskænk i Kraków. Indtil 1795 tilhørte Grabowa, Hutki Kanki og Niegowoniczki Lelow powiat, mens Niegowonice, WiesióΠka, Wysoka, Ciagowice, Rokitno Szlacheckie og Turza var en del af Powiat Kraków. Under den svenske invasion af Polen oplevede området  voldsomme kampe og ødelæggelser, bl.a. Grabowa, med dens befæstede højborg på grænsen mellem Lillepolen og Schlesien.
Efter  Polens tredje deling (1795) blev grænsen mellem Kongeriget Preussen og Habsburg-riget etableret ved den øvre del af floden Pilica. Området Łazy blev beslaglagt af Preussen, som en del af provinsen Ny Schlesien. I 1807, efter Freden i Tilsit, blev det annekteret af Hertugdømmet Warszawa, som i 1815 blev det russisk-kontrollerede kongres-Polen, og forblev en del af det russiske imperium indtil Første Verdenskrig. Landsbyen Łazy dukkede for første gang op på kort i ca. 1790. Det forblev en lille bebyggelse, beliggende ved siden af den meget større landsby Rokitno Szlacheckie. Łazy skylder sin udvikling til konstruktionen af Warszawa-Wien-jernbanen (færdiggjort i 1848). Under januaroprøret fandt en træfning sted mellem polske oprørere og russiske tropper nær Lazy den 22. marts 1863.
Indtil 1927 tilhørte Łazy gmina i Rokitno Szlacheckie, i powiat Bedzin. I Anden polske republik var det oprindeligt en del af Kielce Voivodeship, og i 1927 blev Rokitno Szlacheckies gmina overført til powiat Zawiercie. Landsbyen Lazy blev erobret af Wehrmacht i begyndelsen af september 1939 og forblev på tyske hænder indtil den 20. januar 1945.